# Naya (wolf)
Naya (Lübtheen, april/mei 2016 – Bosland, mei 2019) was een wolvin en de eerste wilde wolf die in Vlaanderen werd waargenomen in een eeuw.

## Levensloop
Ze werd geboren in het noordoosten van Duitsland, op de Lübtheener Heide in Lübtheen (Mecklenburg-Voor-Pommeren). In oktober 2016 werd ze gevangen als pup en gezenderd met gps. Men gaf haar toen de naam Naya. 
In oktober 2017 begon ze zuidwestwaarts te trekken. Eind 2017 bevond ze zich in Nederland. Op 2 of 3 januari stak ze de grens met België over in Bocholt. Ze vestigde zich in de bossen, weiden en militaire domeinen van de gemeenten Lommel, Overpelt, Hechtel-Eksel, Leopoldsburg, Beringen, Heusden-Zolder, Houthalen-Helchteren, Meeuwen-Gruitrode en Peer. Naya doodde in het voorjaar twee keer schapen, maar bleef verder onopgemerkt. Eind 2018 werd de zender vanaf afstand losgemaakt, omdat de batterij op was. In het Bosland vormde Naya een paar met August, een mannetje dat vermoedelijk uit een Poolse roedel komt.
In april 2019 bleek Naya drachtig te zijn. In mei van dat jaar zijn zij en haar worp overleden, wat in september 2019 bevestigd werd. Er werd kwaad opzet vermoed. Een gerechtelijk onderzoek naar eventuele strafbare feiten werd in juli 2022 stopgezet.